# Hercostomus wasatchensis
Hercostomus wasatchensis är en tvåvingeart som beskrevs av Harmston och Frank Hall Knowlton 1943. Hercostomus wasatchensis ingår i släktet Hercostomus och familjen styltflugor.
Artens utbredningsområde är Utah. Inga underarter finns listade i Catalogue of Life.